# A Real Madrid CF 2021–2022-es szezonja
A Real Madrid CF 2021–2022-es szezonja sorozatban a 91., összességében pedig a 118. idénye volt a csapatnak a spanyol első osztályban. A szezon 2021. augusztus 14-én kezdődött és 2022. május 28-án ért véget. 
Ebben a szezonban tért vissza a klubhoz az olasz mester, Carlo Ancelotti, aki az első időszaka alatt a tizedik Bajnokok Ligája-győzelemig vezette a királyiakat. 2021. szeptember 22-én, a bajnokság 6. fordulójában az újonc Mallorca elleni hazai mérkőzésen Karim Benzema duplázott, ezzel megszerezte a 200. bajnoki gólját, ehhez mindössze 389 mérkőzésre volt szüksége. Ezzel a 10. játékos lett aki elért legalább 200 gólt a bajnokság történelmében, de az egyetlen játékos, aki ennyi találat ellenére egyszer sem nyerte meg a Pichichi-trófeát. Végül a szezon végén 27 szerzett góljával megszerezte a gólkirályi címet. A három kupából kettőt nyert meg, ezzel Ancelotti lett az első edző, aki mind az öt legjobbnak számító bajnokságban bajnoki címet ünnepelhetett  valamelyik csapatával. A Bajnokok Ligájában a Madrid minden idők egyik legemlékezetesebb sorozatát produkálta, legyőzte a torna favoritjának számító Paris Saint-Germaint, a címvédő Chelseat, a torna egyik legnagyobb esélyesének számító Premier League-bajnok Manchester Cityt. A 2018-as BL-döntő visszavágóján drámai módon győzték le a Liverpool csapatát Vinícius Júnior találatával, ezzel bebizonyítva a kritikusoknak, hogy Cristiano Ronaldo nélkül is képesek megnyerni a trófeát. Ez volt Carlo Ancelotti negyedik BL-címe edzőként, amellyel a torna legsikeresebb trénere lett. Mindemellett a Real a negyedik európai dupláját is megszerezte (1956–57, 1957–58 és 2016–17 után).
A 2004–05-ös szezon óta ez volt az első Sergio Ramos klub korábbi csapatkapitánya nélkül, aki a nyáron a francia Paris Saint-Germain csapatához igazolt, A 2010–11-es szezon óta pedig első szezon, hogy Raphaël Varane nélkül, aki az angol Manchester Unitedhez igazolt. Ők ketten hosszú éveken át a csapat első számú középhátvéd párosai voltak, akik ugyanabban az átigazolási időszakban távoztak.

## A szezon áttekintése

### Előszezon
2021. május 25-én az aranylabdás horvát középpályás Luka Modrić 2022 nyaráig hosszabbított.
Május 27-én az előző szezon gyenge szereplése után, hogy a csapat nem nyert semmit, Zinédine Zidane úgy döntött távozik a vezetőedző posztjáról, melyet a vezetőség tiszteletben tartva elfogadott. Május 28-án a német rekord bajnok bajor együttesnél az osztrák hátvédnek lejárt a szerződése, így ötéves szerződést írt alá a madridi klubbal.
Június 1-jén az edző posztra az olasz Carlo Ancelottit nevezték ki. A tréner korábban már 2013 és 2015 között vezette a királyi gárdát, négy kupát nyert meg az ő irányítása alatt a klub, ám a La Ligát nem sikerült megnyernie.  Június 3-án a spanyol középpályás Lucas Vázquez 2024-ig meghosszabbította a szerződését. Június 16-án Sergio Ramos aki 16 éven át segítette a klubot, illetve 6 évig a csapat kapitánya is volt távozott a klubtól, majd a francia PSG-hez igazolt.
Július 8-án a 2022-ben lejáró szerződését további egy évvel meghosszabbította a klubnál a spanyol hátvéd Nacho. 19-én Brahim további két szezont  marad kölcsönben az olasz AC Milan klubcsapatánál. 27-én a világbajnok francia védő Raphaël Varane 10 év után elhagyta a klubot, majd az angol Manchester Unitedhez igazolt Két nappal később a klub spanyol hátvédje Dani Carvajal 3 évvel meghosszabbította a klubnál a szerződését.
A szezonkezdete előtt két spanyol a Fuenlabrada, a Rayo Vallecano, a skót Rangers és az olasz AC Milan klubcsapatokkal találkozott a csapat, egy győzelem, két döntetlen és egy vereség volt a mérleg.
2021. augusztus 14-én az Alavés otthonában léptek pályára a szezon nyitányon. Benzema duplája mellett Nacho és Vinicius is betalált, a mérkőzés 4–1-re a vendégek nyerték meg. Két nappal később a belga hálóőr Courtois 2026-ig szerződés hosszabbítást írt alá. 2021. augusztus 20-án a norvég középpályás Martin Ødegaard a kölcsön után 35+5 millió euró ellenében az angol Arsenal játékosa lett végleg. Még azon a napon a francia csatár Karim Benzema 2023-ig hosszabbított. Három nappal később a bajnokságban a Levante ellen lépetek pályára. Vinicius duplája mellett Bale szerzett még gólt a végeredmény 3–3-as döntetlen lett. Másnap az uruguayi középpályás Federico Valverde 2 évvel 2027-ig meghosszabbította a szerződését a klubnál. 27 a brazil középpályás Casemiro 2 évvel 2025-ig meghosszabbította a klubnál. 28-án a spanyol hátvéd Álvaro Odriozola egy szezonra az olasz Fiorentina csapatához került kölcsönbe. Még aznap a Betis vendégeként a Carvajal góljával nyertek 1–0-ra. 2021. augusztus 31-én 31 millió Euró ellenében leigazolták a fiatal francia válogatott középpályást Eduardo Camavingant a Stade Rennais csapatától, a szerződése 2027-ig szól.

### Szeptember
A válogatott szünet után
Szeptember 12-én elkészült a Santiago Bernabéu stadion felújítási munkálatai, így újra itt játszhatták a hazai mérkőzéseket. A spanyol bajnokság  4. fordulójában a vendég Celta Vigo már a 3. percben Mina révén megszerezte a vezetést, de Benzema triplájának köszönhetően a madridi klub átvette a vezetést, Vinícius góljával növelni tudták az előnyüket. A nyári átigazolás Camavinga is megszerezte az első gólját új klubjában, így a fővárosiak 5–2-re nyertek. 15-én az olasz Internazionale vendégeként 1–0-ra nyertek a Bajnokok ligájában. Négy nappal később a Valenciához látogatót a csapat. A mérkőzés 66. percében Duro révén szereztek vezetést a hazaiak, majd a 86. percben Vinícius találatával egyenlítettek a vendégek majd 2 perccel később Benzema góljával megszerezték a vezetést és a győzelmet is. Három nappal később a bajnokság 6. fordulóban hazai pályán fogadták a Mallorca csapatát. A fővárosiaknál a spanyol csatár Marco Asensio triplája mellett Benzema duplázott és Isco is szerzett még gólt, az ellenfélnél Lee tudott szépíteni így 6–1-re nyert a Real Madrid 25-én hazai pályán 0–0-ás döntetlent játszottak a Villarreal ellen. A szezonban ez volt a királyi gárdának az első gólnélküli mérkőzése. 28-án a Bajnokok Ligájában hazai pályán lépetek pályára az újonc Sheriff Tiraspol csapata ellen, mely meglepetésre 2–1-re legyőzte habfehéreket.

### Október
Október 3-án a bajnokságban egy újabb vereség következett. Az Espanyol elleni idegenbeli mérkőzésen Benzema csak szépíteni tudott De Tomás és Vidal találatára. Október 19-én a Bajnokok Ligája a harmadik mérkőzésen az ukrán Sahtar Doneck ellen léptek pályára és 5–0-ra győzték le. Vinícius duplája mellett Benzema és Rodrygo is betalált valamint Krystsov öngólt szerzett. Öt nappal később a szezon első El Clásicoján az osztrák David Alaba és Lucas Vázquez góljára csak az argentin Sergio Agüero tudott válaszolni, így 2 – 1-re a madridiak nyerték meg a találkozott. Három nappal később az Osasuna elleni hazai mérkőzés 0–0-ás döntetlenre végződött. Október 30-án Vinícius duplájának köszönhetően 2 – 1-re nyertek az Elche elleni idegenbeli mérkőzésen.

### November
November 3-án Benzema bravúrjának köszönhetően hazai pályán 2–1-re nyertek a Shakhtar ellen. Az első gól volt az 1000. gólja a Madridnak a BL-ben. Három nappal később Kroos és Benzema is betalált hazai pályán a vége pedig 2–1-es Rayo Vallecano vereség lett. November 21-én idegenben 4–1-re győzték le a Granada csapatát. A gólokat Asensio, Nacho, Vinícius és Mendy szerezte. 
Egy később a Bernabéuban Benzema és Vinícius góljával 2–1-re győzték le a Sevillát.

### December
A következő hónap első napján Benzema góljával 1–0-ás győzelmet aratott a  Athletic Bilbao ellen. Három nappal később egy másik baszk csapat a Real Sociedad ellen léptek pályára. Az Estadio Anoetaban Vinícius és Jović góljával 2–0-ra győztek. December 7-én hazai pályán 2–0-ás győzelmet arattak a BL-en az Inter ellen, mellyel a csoport élén végeztek. A gólokat Kroos és Asensio szerezte. Öt nappal később a Madridi derbin Benzema és Asensio góljával 2–0-ra nyertek az Atlético Madrid ellen a Bernabéuban. December 19-én a Cádiz elleni mérkőzés gólnélküli 0–0-ás döntetlenre végződött. Az év utolsó mérkőzésén Benzema duplájával 2–1-re nyertek a Bilbao ellen idegenben.

### Január
Az új másnapján a Getafe vendégeként 1–0-ra kapott ki a Madrid, október 3-a óta ez volt az első veresége a csapatnak, akkor az Espanyoltól kapott ki. Három nappal később a Király-kupa 32. fordulójában az az Alcoyano volt a Madrid ellenfele aki akkor kiejtette, ezúttal a Madrid 3–1-re nyert. A gólokat Militão és Asensio szerezte egy öngól mellett. Január 8-án hazai pályán a Valencia ellen 4–1-re nyert. A gólokat Vinícius és Benzema szerezte, utóbbinak ez volt a 300. gólja Real Madrid játékosaként. Ezzel feljött a 4. helyre a Real Madrid góllövők listáján. Négy nappal később a Spanyol szuperkupa első elődöntője mérkőzésén a hosszabbításban győzték le a rivális Barcelona csapatát 3–2-re. A gólokat Vinícius, Benzema és Valverde szerezte. A következő napon a klub felbontotta Borja Mayoral kölcsönszerződését az AS Romával és a Getaféhez adta kölcsön 2022. Június 30-ig. Három nappal később a Madrid megnyerte a szezon első kupáját a Supercopa de Españát. A spanyol szuperkupa döntőben Modrić és Benzama góljával 2–0-ra győzték le az Athletic Bilbaót. Január 20-án a Király-kupa nyolcaddöntőjében a Elchével találkoztak, ahol Isco és Hazard góljával a hosszabbításban 2–1-re nyertek. Három nappal később a Bajnokságban is összecsapott a két klub. A végeredmény 2–2-es döntetlen lett, a gólokat Modrić és Militão szerezte, így végül pontot mentettek a hazaiak.

### Február
A hónap első mérkőzésén február 3-án a San Mamésben  mérkőzött meg a Király-kupa negyeddöntőjében a Madrid az Athletic Bilbaóval, két hónapon belül negyedszerre találkozott a két csapat. Ahol végül a Real Madrid 1–0-ra kikapott és kiesett a sorozatból. Három nappal később a Bajnokságban a Madrid a Granadát fogadta, a egyetlen gólját Asensio szerezte így a klub 1–0-ra nyert. Február 12-én a Villarreal vendégeként gólnélküli meccset játszott a két klub. Sérüléséből Bale itt tért vissza a pályára. Három a nappal később a BL nyolcaddöntő első mérkőzésén a Parc des Princesben a Paris Saint-Germain csapatával találkoztak. Mbappé hatalmas góljával egy gólos előnyhöz juttatta a PSG-t. Február 19-én a Madrid hazai pályán Asensio, Vinícius és Benzema góljával 3–0-ra nyertek az Alaves ellen. Egy héttel később a Rayo Vallecano otthonában léptek pályára és Benzema hajrában szerzett góljával nyerte meg a mérkőzést a habfehéreknek.

### Március
Március 5-én a hónap első meccs napján Camavinga, Modrić, Benzema és Asensio góljával nyertek hazai pályán a Real Sociedad ellen egy nappal a madridi klub a fennállásának 120. évfordulója előtt. Négy nappal később a BL nyolcaddöntőjének visszavágóján a PSG-vel mérkőztek meg a Bernabéuban. Benzema mesterhámasával győzelemhez segítette a Madridot, amely 3–2-es összesítéssel bejutott a BL negyeddöntőjébe. Március 14-én a Bajnokságban a Mallorca vendégeként Benzema duplája mellett Vinícius góljával 3–0-ás győzelmet arattak. Hat nappal később a szezon harmadik El Clásicoján Madridban került sor. A mérkőzést a Barcelona csapata nyerte 4–0-ra. A Maddidnak 2019. március 2-a (0–1) óta ez volt az első El Cálsico veresége, a legnagyobb pedig 2018. október 28-án (5–1) volt.

### Április
A válogatott szünet után
Április 2-án Benzema Duplázott (mindkettőt tizenegyesből szerezte) a Celta Vigo vendégeként 2–1-re megnyert mérkőzésen. Négy nappal később a BL negyeddöntőjének első mérkőzésén a klub a Chelseavel találkozott. Benzema másodszor triplázott ebben a sorozatban, így 3–1-re nyertek. Legutóbb Cristiano Ronaldo volt az a játékos aki végre tudta hajtani ezt a bravúrt a 2016–17-es kiírásban. Egy héttel később hazai pályán Casemiro és Vázquez góljával 2–0-ra nyertek a Getafe ellen. Április 12-én a BL negyeddöntő visszavágóján előbb Rodrygo szerzett gólt majd Benzema a hosszabbításban gólt fejelt, ugyan a Madrid 3 – 2-es vereséget szenvedett hazai pályán, de 5 – 4-es összesítéssel tovább jutott az elődöntőbe. Öt nappal később a bajnokságban a Sevilla vendégeként Rodrygo és Nacho gólja után 2–2-es döntetlen állt a mérkőzés, ismét a hosszabbításban Benzema szerzett gólt és 3 – 2-re nyert a Madrid. Egymást követően háromszor nyert a Ramón Sánchez-Pizjuánban, erre több, mint 30 éve nem volt példa és közelebb kerültek a bajnoki címhez. Három nappal később Alaba, Asensio és Vázquez gólja után győztek a 3–1-re az Osasuna vendégeként. Április 26-án az elődöntő első mérkőzésén  Manchester City ellen Benzema duplázott és Vinícius is gólt szerzett ennek ellenére a Real Madrid 4–3-ra kikapott idegenben. Négy nappal később 4–0-ra nyert a csapat hazai pályán, ahol Rodrygo duplája mellett Asensio és Benzema is gólt szerzett és ezzel bebíztositotta a 35. bajnoki címét a Real Madrid. 1990 óta először fordult elő, hogy négy mérkőzéssel a vége előtt nyerték meg a bajnokságot.

### Május
A hónap első mérkőzésén május 4-én került sor a BL elődöntő visszavágóra ahol a Real Madrid otthon fogadta a Manchester Cityt. Sokáig úgy tűnt, hogy a City fog bejutni a döntőbe hiszen a 73. percben a vendégek Mahrez góljával tovább növelték az előnyüket, de mint korábban most is a hajrában fordított a Real Madrid, Rodrygo duplája mellett Benzema talált be büntetőből. Így 3–1-re nyertek és 6–5-ös  összesítéssel bejutottak a döntőbe. A Real Madrid az első csapat amelyik az egyenes kiesése szakaszban háromszor kapott ki a döntőbe vezető úton, melyet a jelenlegi formájában a 2003–04-es szezonban bevezettek.
Ez volt az első alkalom, hogy az elődöntő elvesztése után bejutott a csapat a döntőbe, az előző nyolc alkalommal kiesett. Négy nappal később az Atlético ellen 1–0-ás vereséget szenvedett a Mardrid vendégként. Ez volt az első derbi veresége a Metropolitano Stadionban és az első a 2018-as szuperkupa óta. Május 12-én 6–0-ra megnyert hazai mérkőzésen Vinícius megszerezte pályafutása első mesterhármasát, mellette Mendy, Rodrygo és Benzema is gólt szerzett. Benzema ezzel a találatával megdöntötte Raúl rekordját a Real Madrid színeiben. Három nappal később Mariano góljával 1–1-es döntetlennel zárták a Cádiz elleni idegenbeli mérkőzésen. A szezon utolsó bajnoki mérkőzésen a Real Betis ellen gólnélküli mérkőzést játszottak a Bernabéuban. Az 1983–84-es szezon óta először nem állítottak ki a Real játékost a bajnokságban.
Május 28-án a Real Madrid és a Liverpool találkozott a BL-döntőben. A 2018-as BL-döntő visszavágóján egyetlen Vinícius gól elég volt a Királyiaknak megszerezni a 14. BL győzelmüket. Az elmúlt kilenc év alatt ez volt az ötödik győzelmük, Ancelotti irányítása alatt  pedig a második. Így az olasz edző lett az első edző aki négy kupát nyert 2 különböző klubbal (2003, 2007-ben az AC Milannal valamint a Madriddal 2014-ben és 2022-ben).

## Mezek
Gyártó: Adidas
mezszponzor: Emirates
| Hazai | Vendég | 3. számú |

| Kapus 1 | Kapus 2 | Kapus 3 |

## Átigazolások
2021. évi nyári átigazolási időszak, 
 2022. évi téli átigazolási időszak

### Érkezők
| Dátum               | Mezszám | Poszt       | Nemzet  | Név               | Kor | Honnan         | Szerződés megnevezése   | Átigazolási időszak                 | Szerződés vége | Átigazolás összege          | Forrás        |
| ------------------- | ------- | ----------- | ------- | ----------------- | --- | -------------- | ----------------------- | ----------------------------------- | -------------- | --------------------------- | ------------- |
| 2021. július 1.     | 4       | hátvéd      | osztrák | David Alaba       | 28  | Bayern München | Szabadon igazolhatóként | 2021. évi nyári átigazolási időszak | 2026           | lejárt a szerződése, ingyen | [ 98 ] [ 99 ] |
| 2021. augusztus 31. | 25      | középpályás | francia | Eduardo Camavinga | 18  | Stade Rennais  | Átigazolás              | 2021. évi nyári átigazolási időszak | 2027           | 31M €                       | [ 100 ]       |

### Kölcsönből visszatérők
| Dátum            | Mezszám | Poszt              | Nemzet         | Név             | Kor | Honnan              | Átigazolási időszak                 |
| ---------------- | ------- | ------------------ | -------------- | --------------- | --- | ------------------- | ----------------------------------- |
| 2021. július 1.  |         | középpályás        | japán          | Kubo Takefusza  | 20  | Getafe              | 2021. évi nyári átigazolási időszak |
| 2021. július 1.  |         | középpályás        | spanyol        | Dani Ceballos   | 24  | Arsenal             | 2021. évi nyári átigazolási időszak |
| 2021. július 1.  |         | középpályás        | norvég         | Martin Ødegaard | 22  | Arsenal             | 2021. évi nyári átigazolási időszak |
| 2021. július 1.  |         | középpályás        | spanyol        | Jesús Vallejo   | 24  | Granada             | 2021. évi nyári átigazolási időszak |
| 2021. július 1.  |         | csatár             | walesi         | Gareth Bale     | 31  | Tottenham Hotspur   | 2021. évi nyári átigazolási időszak |
| 2021. július 1.  |         | csatár/középpályás | spanyol        | Brahim Díaz     | 21  | AC Milan            | 2021. évi nyári átigazolási időszak |
| 2021. július 1.  |         | csatár             | bosnyák/ szerb | Luka Jović      | 23  | Eintracht Frankfurt | 2021. évi nyári átigazolási időszak |
| 2022. január 13. |         | csatár             | spanyol        | Borja Mayoral   | 24  | AS Roma             | 2022. évi téli átigazolási időszak  |

### Új szerződések
| Dátum               | Poszt       | Név               | Szerződés hossza | Szerződés vége | Forrás  |
| ------------------- | ----------- | ----------------- | ---------------- | -------------- | ------- |
| 2021. május 25.     | középpályás | Luka Modrić       | +1 év            | 2022           | [ 101 ] |
| 2021. június 3.     | középpályás | Lucas Vázquez     | +3 év            | 2024           | [ 102 ] |
| 2021. július 8.     | hátvéd      | Nacho             | +2 év            | 2023           | [ 103 ] |
| 2021. július 29.    | hátvéd      | Dani Carvajal     | +3 év            | 2025           | [ 104 ] |
| 2021. augusztus 16. | kapus       | Thibaut Courtois  | +2 év            | 2026           | [ 105 ] |
| 2021. augusztus 20. | csatár      | Karim Benzema     | +2 év            | 2023           | [ 106 ] |
| 2021. augusztus 24. | középpályás | Federico Valverde | +2 év            | 2027           | [ 107 ] |
| 2021. augusztus 27. | középpályás | Casemiro          | +2 év            | 2025           | [ 108 ] |

### Távozók
| Mezszám | Dátum               | Poszt       | Nemzet   | Név             | Kor | Hová              | Ár                  | Forrás                  |
| ------- | ------------------- | ----------- | -------- | --------------- | --- | ----------------- | ------------------- | ----------------------- |
| 4       | 2021. július 8.     | hátvéd      | spanyol  | Sergio Ramos    | 35  | PSG               | lejárt a szerződése | [ 109 ] [ 110 ] [ 111 ] |
| –       | 2021. július 9.     | kapus       | spanyol  | Diego Altube    | 21  | Fuenlabrada       | kölcsönbe           | [ 112 ]                 |
| –       | 2021. július 9.     | csatár      | argentin | Franchu         | 23  | Eibar             | lejárt a szerződése | [ 113 ]                 |
| –       | 2021. július 19.    | csatár      | spanyol  | Brahim Díaz     | 21  | AC Milan          | kölcsönbe           | [ 114 ] [ 115 ]         |
| 5       | 2021. július 27.    | hátvéd      | francia  | Raphaël Varane  | 28  | Manchester United | 40+10 M €           | [ 116 ] [ 117 ]         |
| –       | 2021. augusztus 20. | középpályás | norvég   | Martin Ødegaard | 21  | Arsenal FC        | 35+5 M €            | [ 118 ] [ 119 ] [ 120 ] |
| –       | 2022. január 13.    | csatár      | spanyol  | Borja Mayoral   | 24  | Getafe            | kölcsönbe           | [ 121 ] [ 122 ]         |

## Tabella
| Hely. | Csapat            | M  | Gy | D  | V  | G+ | G– | Gk  | P  | Továbbjutás vagy kiesés    |
| ----- | ----------------- | -- | -- | -- | -- | -- | -- | --- | -- | -------------------------- |
| 1.    | Real Madrid (B)   | 38 | 26 | 8  | 4  | 80 | 31 | +49 | 86 | Bajnokok Ligája-csoportkör |
| 2.    | Barcelona         | 38 | 21 | 10 | 7  | 68 | 38 | +30 | 73 | Bajnokok Ligája-csoportkör |
| 3.    | Atlético MadridCV | 38 | 21 | 8  | 9  | 65 | 43 | +22 | 71 | Bajnokok Ligája-csoportkör |
| 4.    | Sevilla           | 38 | 18 | 16 | 4  | 53 | 30 | +23 | 70 | Bajnokok Ligája-csoportkör |
| 5.    | Real Betis        | 38 | 19 | 8  | 11 | 62 | 40 | +22 | 65 | Európa-liga-csoportkör     |

## Játékoskeret
Legutóbb frissítve: 2022. május 29-én lett.
| Mezszám       | Név                                      | Nemzet  | Posztok     | Szül. év (kor)                | Honnan érkezett        | Pályára lépések | Gólok   | Átigazolás ideje    | Átigazolás vége  | átigazolás összege (€):                                       | Érték (€):   |
| Kapusok       | Kapusok                                  | Kapusok | Kapusok     | Kapusok                       | Kapusok                | Kapusok         | Kapusok | Kapusok             | Kapusok          | Kapusok                                                       | Kapusok      |
| ------------- | ---------------------------------------- | ------- | ----------- | ----------------------------- | ---------------------- | --------------- | ------- | ------------------- | ---------------- | ------------------------------------------------------------- | ------------ |
| 1             | Thibaut Courtois                         | BEL     | kapus       | 1992. május 11. (33 éves)     | Chelsea                | 181             | 0       | 2018. augusztus 9.  | 2026. június 30. | 35 Millió €                                                   | 65 Millió €  |
| 13            | Andrij Lunyin                            | UKR     | kapus       | 1999. február 11. (26 éves)   | Zorja Luhanszk         | 5               | 0       | 2018. július 1.     | 2024. június 30. | 8.5 Millió €                                                  | 2 Millió €   |
| Védők         |                                          |         |             |                               |                        |                 |         |                     |                  |                                                               |              |
| 2             | Dani Carvajal                            | ESP     | védő        | 1992. január 12. (33 éves)    | Bayer Leverkusen       | 330             | 7       | 2013. július 1.     | 2025. június 30. | 6,5 Millió € az utánpótlás rendszerből került fel             | 18 Millió €  |
| 3             | Éder Militão                             | BRA     | védő        | 1998. január 18. (27 éves)    | Porto                  | 91              | 4       | 2019. július 1.     | 2025. június 30. | 50 Millió €                                                   | 60 Millió €  |
| 4             | David Alaba                              | AUT     | védő        | 1992. június 24. (32 éves)    | Bayern München         | 46              | 3       | 2021. július 1.     | 2026. június 30. | ingyen                                                        | 55 Millió €  |
| 5             | Jesús Vallejo                            | Spanyol | védő        | 1997. január 5. (28 éves)     | Granada                | 27              | 1       | 2015. július 31.    | 2025. június 30. | eredetileg a Real Zaragozaból került a csapathoz              | 3 Millió €   |
| 6             | Nacho                                    | ESP     | védő        | 1990. január 18. (35 éves)    | Utánpótlás rendszerből | 275             | 15      | 2012. szeptember 2. | 2023. június 30. | az utánpótlás rendszerből került fel, 3. számú csapatkapitány | 7 Millió €   |
| 12            | Marcelo                                  | BRA     | védő        | 1988. május 12. (37 éves)     | Fluminense             | 546             | 38      | 2007. január 1.     | 2022. június 30. | 6,5 Millió € csapatkapitány                                   | 3 Millió €   |
| 23            | Ferland Mendy                            | FRA     | védő        | 1995. június 8. (29 éves)     | Lyon                   | 105             | 5       | 2019. július 1.     | 2025. június 30. | 48 Millió €                                                   | 50 Millió €  |
| Középpályások |                                          |         |             |                               |                        |                 |         |                     |                  |                                                               |              |
| 8             | Toni Kroos                               | GER     | középpályás | 1990. január 4. (35 éves)     | Bayern München         | 365             | 25      | 2014. július 17.    | 2023. június 30. | 25 Millió €                                                   | 25 Millió €  |
| 10            | Luka Modrić                              | CRO     | középpályás | 1985. szeptember 9. (39 éves) | Tottenham Hotspur      | 436             | 31      | 2012. augusztus 27. | 2022. június 30. | 30 Millió €, 4. számú csapatkapitány                          | 10 Millió €  |
| 14            | Casemiro                                 | BRA     | középpályás | 1992. február 23. (33 éves)   | São Paulo              | 334             | 31      | 2013. július 1.     | 2025. június 30. | 6 Millió €                                                    | 50 Millió €  |
| 15            | Federico Valverde                        | URU     | középpályás | 1998. július 22. (26 éves)    | Peñarol                | 148             | 6       | 2016. július 22.    | 2027. június 30. | 5 Millió €                                                    | 65 Millió €  |
| 19            | Dani Ceballos                            | ESP     | középpályás | 1996. augusztus 7. (28 éves)  | Betis                  | 74              | 5       | 2017. július 14.    | 2023. június 30. | 18 Millió €                                                   | 15 Millió €  |
| 22            | Isco                                     | ESP     | középpályás | 1992. április 21. (33 éves)   | Málaga                 | 353             | 53      | 2013. július 1.     | 2022. június 30. | 25 Millió €                                                   | 7,5 Millió € |
| 25            | Eduardo Camavinga                        | FRA     | középpályás | 2002. november 10. (22 éves)  | Stade Rennais          | 40              | 2       | 2021. augusztus 31. | 2027. június 30. | 30 Millió €                                                   | 55 Millió €  |
| Csatárok      |                                          |         |             |                               |                        |                 |         |                     |                  |                                                               |              |
| 7             | Eden Hazard                              | BEL     | CS          | 1991. január 7. (34 éves)     | Chelsea                | 66              | 6       | 2019. július 1.     | 2024. június 30. | 115 Millió €                                                  | 16 Millió €  |
| 9             | Karim Benzema (csapatkapitány-helyettes) | FRA     | CS          | 1987. december 19. (37 éves)  | Lyon                   | 605             | 323     | 2009. július 9.     | 2023. június 30. | 35 Millió €                                                   | 25 Millió €  |
| 11            | Marco Asensio                            | ESP     | CS          | 1996. január 26. (29 éves)    | Mallorca               | 235             | 49      | 2014. július 1.     | 2023. június 30. | 4 Millió €                                                    | 40 Millió €  |
| 16            | Luka Jović                               | SRB     | CS          | 1997. december 23. (27 éves)  | Eintracht Frankfurt    | 51              | 3       | 2019. július 2.     | 2025. június 30. | 60 Millió €                                                   | 18 Millió €  |
| 17            | Lucas Vázquez                            | ESP     | CS          | 1991. július 1. (33 éves)     | Espanyol               | 281             | 29      | 2015. július 2.     | 2024. június 30. | 1 Millió € eredetileg az utánpótlás rendszerből került fel    | 12 Millió €  |
| 18            | Gareth Bale                              | WAL     | CS          | 1989. július 16. (35 éves)    | Tottenham Hotspur      | 258             | 106     | 2013. szeptember 1. | 2022. június 30. | 101 Millió €                                                  | 3 Millió €   |
| 20            | Vinícius                                 | BRA     | CS          | 2000. július 12. (24 éves)    | Flamengo               | 170             | 37      | 2018. július 12.    | 2024. június 30. | 45 Millió €                                                   | 100 Millió € |
| 21            | Rodrygo                                  | BRA     | CS          | 2001. január 9. (24 éves)     | Santos                 | 108             | 18      | 2019. július 1.     | 2025. június 30. | 45 Millió €                                                   | 40 Millió €  |
| 24            | Mariano Díaz                             | DOM     | CS          | 1993. augusztus 1. (31 éves)  | Lyon                   | 59              | 7       | 2018. augusztus 29. | 2023. június 30. | 21.5 Millió €                                                 | 6 Millió €   |

### Tartalékok akik az első csapathoz tartoznak
| #  |     | Poszt | Név            |
| -- | --- | ----- | -------------- |
| 26 | ESP | K     | Luis López     |
| 27 | ESP | KP    | Antonio Blanco |
| 28 | ESP | KP    | Marvin Park    |
| 30 | ESP | KP    | Sergio Arribas |

| #  |     | Poszt | Név              |
| -- | --- | ----- | ---------------- |
| 35 | ESP | V     | Miguel Gutiérrez |
| 40 | ESP | K     | Toni Fuidias     |
| 43 | ESP | V     | Sergio Santos    |
| 44 | ESP | KP    | Peter González   |

### Kölcsönben
| # |     | Poszt | Név                                                              |
| - | --- | ----- | ---------------------------------------------------------------- |
| — | ESP | K     | Diego Altube (kölcsönben a Fuenlabradánál 2022. június 30-ig)    |
| — | ESP | V     | Víctor Chust (kölcsönben a Cádiznál 2022. június 30-ig)          |
| — | ESP | V     | Álvaro Odriozola (kölcsönben a Fiorentinanál 2022. június 30-ig) |
| — | BRA | KP    | Reinier (kölcsönben a Borussia Dortmundnál 2022. június 30-ig)   |

| # |     | Poszt | Név                                                        |
| - | --- | ----- | ---------------------------------------------------------- |
| — | BRA | KP    | Augusto Galvan (kölcsönben a Santosnál 2022. június 30-ig) |
| — | ESP | CS    | Borja Mayoral (kölcsönben a Getafenél 2022. június 30-ig)  |
| — | JPN | KP    | Kubo (kölcsönben a Mallorcanál 2022. június 30-ig)         |
| — | ESP | CS    | Brahim Díaz (kölcsönben az AC Milannál 2023. június 30-ig) |

## Szakmai stáb
2021. augusztus 14-én lett frissítve.
| Vezetőedző          | Carlo Ancelotti             |
| Segédedző           | Davide Ancelotti            |
| Technikai segédedző | Francesco Mauri             |
| Kapusedző           | Luis Llopis                 |
| Erőnléti vezetőedző | Antonio Pintus              |
| Erőnléti edző       | Javier Mallo                |
| Rehabilitációs edző | José Carlos García Parrales |
| Videó elemző        | Simone Montanaro            |

## Vezetőség
| Elnök                                                              | Florentino Pérez          |
| Alelnök                                                            | Fernando Fernández Tapias |
| Real Madrid Alapítvány Vezérigazgató                               | Emilio Butragueño         |
| A Real Madrid Alapítvány Vezérigazgató-helyettes/Elnök tanácsadója | Iker Casillas             |
| Marketing menedzsment                                              | Roberto Carlos            |

## Barátságos, felkészülési mérkőzések
| 2021. július 11. 18:00, zárt kapus mérkőzés |

| Real Madrid            | 3 – 1           | Fuenlabrada |
| ---------------------- | --------------- | ----------- |
| Chust Ødegaard Mariano | (–) Jegyzőkönyv |             |

| Alfredo di Stéfano stadion, Madrid Nézőszám: 0 |

| 2021. július 18. 20:00, edzőmeccs |

| Real Madrid | 1 – 1       | Rayo Vallecano |
| ----------- | ----------- | -------------- |
| Isco        | Jegyzőkönyv | Chust (ög)     |

| Madrid, Spanyolország |

| 2021. július 25. 19:00 |

| Rangers              | 2 – 1               | Real Madrid |
| -------------------- | ------------------- | ----------- |
| Sakala 55' Itten 60' | (0 – 1) Jegyzőkönyv | 8' Rodrygo  |

| Ibrox, Glasgow, Skócia |

| 2021. augusztus 8. 18:30 |

| Real Madrid | 0 – 0       | AC Milan |
| ----------- | ----------- | -------- |
|             | Jegyzőkönyv |          |

| Hypo-Arena, Klagenfurt, Ausztria |

## La Liga

### Augusztus
| 2021. augusztus 15. 22:00 |

| Alavés                           | 1 – 4               | Real Madrid                                                     |
| -------------------------------- | ------------------- | --------------------------------------------------------------- |
| García 35' Joselu 65' (11-esből) | (0 – 0) Jegyzőkönyv | 48', 62' Benzema 53' Bale 56' Nacho 64' Courtois 90+2' Vinícius |

| Mendizorrotza Stadion, Vitoria-Gasteiz Nézőszám: 3 968 Játékvezető: César Soto Grado (spanyol) |

| 2021. augusztus 22. 22:00 |

| Levante                                                                | 3 – 3               | Real Madrid                                |
| ---------------------------------------------------------------------- | ------------------- | ------------------------------------------ |
| Clerc 28' Melero 41' Roger 46' Campaña 57', 58' Pier 79' Fernández 87′ | (0 – 1) Jegyzőkönyv | 5' Bale 58' Militão 73', 85' 90+2' Rodrygo |

| Estadi Ciutat de València, Valencia Nézőszám: 9 838 Játékvezető: Guillermo Cuadra Fernández (spanyol) |

| 2021. augusztus 28. 22:00 |

| Real Betis                                                    | 0 – 1               | Real Madrid                                          |
| ------------------------------------------------------------- | ------------------- | ---------------------------------------------------- |
| Fekir 23' Pezzella 43' Canales 44' Ruibal 45+1' Montoya 45+1' | (0 – 0) Jegyzőkönyv | Gutiérrez 43' 61' Carvajal Hazard 81' Casemiro 90+1' |

| Benito Villamarín Stadion, Sevilla Nézőszám: 22 590 Játékvezető: Alejandro Hernández Hernández (spanyol) |

### Szeptember
| 2021. szeptember 12. 21:00 |

| Real Madrid                                                     | 5 – 2               | Celta Vigo                                          |
| --------------------------------------------------------------- | ------------------- | --------------------------------------------------- |
| Benzema 24', 46', 87' Nacho 31' Vinícius 54', 55' Camavinga 72' | (1 – 2) Jegyzőkönyv | 4' Mina 31' Cervi 43' Murillo 62' Araujo 63' Solari |

| Santiago Bernabéu stadion, Madrid Nézőszám: 19 874 Játékvezető: José María Sánchez Martínez (spanyol) |

| 2021. szeptember 19. 21:00 |

| Valencia             | 1 – 2               | Real Madrid                                                    |
| -------------------- | ------------------- | -------------------------------------------------------------- |
| Gabriel 39' Duro 66' | (0 – 0) Jegyzőkönyv | 45+4' Casemiro 86', 90+2' Vinícius 88' Benzema 90+2' Camavinga |

| Estadio Mestalla, Valencia Nézőszám: 26 689 Játékvezető: Pablo González Fuertes (spanyol) |

| 2021. szeptember 22. 22:00 |

| Real Madrid                                                          | 6 – 1               | Mallorca         |
| -------------------------------------------------------------------- | ------------------- | ---------------- |
| Benzema 3', 78' Asensio 24', 29', 55' Rodrygo 47' Nacho 67' Isco 84' | (3 – 1) Jegyzőkönyv | 25' Lee 57' Baba |

| Santiago Bernabéu stadion, Madrid Nézőszám: 20 113 Játékvezető: Javier Alberola Rojas (spanyol) |

| 2021. szeptember 25. 21:00 |

| Real Madrid  | 0 – 0       | Villarreal             |
| ------------ | ----------- | ---------------------- |
| Vinícius 40' | Jegyzőkönyv | 55' Coquelin 70' Gómez |

| Santiago Bernabéu stadion, Madrid Nézőszám: 23 985 Játékvezető: Jesús Gil Manzano (spanyol) |

### Október
| 2021. október 3. 16:15 |

| Espanyol                                   | 2 – 1               | Real Madrid               |
| ------------------------------------------ | ------------------- | ------------------------- |
| Embarba 11' De Tomás 17' Vidal 60' Gil 60' | (1 – 0) Jegyzőkönyv | 29' Camavinga 29' Benzema |

| RCDE Stadion, Cornellà de Llobregat Nézőszám: 23 377 Játékvezető: Guillermo Cuadra Fernández (spanyol) |

| 2021. október 24. 16:15, El Clásico |

| Barcelona              | 1 – 2               | Real Madrid                       |
| ---------------------- | ------------------- | --------------------------------- |
| Piqué 58' Agüero 90+7' | (0 – 1) Jegyzőkönyv | 32' Alaba 80' Mendy 90+4' Vázquez |

| Camp Nou, Barcelona Nézőszám: 86 422 Játékvezető: José María Sánchez Martínez (spanyol) |

| 2021. október 27. 21:30 |

| Real Madrid   | 0 – 0       | Osasuna  |
| ------------- | ----------- | -------- |
| Camavinga 28' | Jegyzőkönyv | 15' Unai |

| Santiago Bernabéu stadion, Madrid Nézőszám: 35 619 Játékvezető: César Soto Grado (spanyol) |

| 2021. október 30. 14:00 |

| Elche                       | 1 – 2               | Real Madrid       |
| --------------------------- | ------------------- | ----------------- |
| Raúl Guti 8′, 63′ Milla 86' | (0 – 1) Jegyzőkönyv | 22', 73' Vinícius |

| Martínez Valero Stadion, Elche Nézőszám: 23 010 Játékvezető: Ricardo de Burgos Bengoetxea (spanyol) |

### November
| 2021. november 6. 21:00 |

| Real Madrid                | 2 – 1               | Rayo Vallecano                       |
| -------------------------- | ------------------- | ------------------------------------ |
| Kroos 14', 29' Benzema 38' | (2 – 0) Jegyzőkönyv | 45+1' Balliu 68' Comesaña 76' Falcao |

| Santiago Bernabéu stadion, Madrid Nézőszám: 43 283 Játékvezető: Pablo González Fuertes (spanyol) |

| 2021. november 21. 16:15 |

| Granada                           | 1 – 4               | Real Madrid                                           |
| --------------------------------- | ------------------- | ----------------------------------------------------- |
| Suárez 34' Montoro 62' Monchu 67′ | (1 – 2) Jegyzőkönyv | 19' Asensio 25' Nacho 56' Vinícius 76' Mendy 80' Isco |

| Nuevo Los Cármenes, Granada Nézőszám: 17 460 Játékvezető: Juan Martínez Munuera (spanyol) |

| 2021. november 28. 21:00 |

| Real Madrid                                                    | 2 – 1               | Sevilla                                   |
| -------------------------------------------------------------- | ------------------- | ----------------------------------------- |
| Benzema 32' Kroos 62' Carvajal 69' Vinícius 87' Casemiro 90+1' | (1 – 1) Jegyzőkönyv | 12' Mir 34' Acuña 55' Montiel 88' Ocampos |

| Santiago Bernabéu stadion, Madrid Nézőszám: 45 281 Játékvezető: José María Sánchez Martínez (spanyol) |

### December
| 2021. december 1. 21:00, elhalasztott mérkőzés, eredetileg 2021. október 17-én játszották volna. |

| Real Madrid                         | 1 – 0               | Athletic Bilbao                       |
| ----------------------------------- | ------------------- | ------------------------------------- |
| Benzema 40' Modrić 68' Casemiro 77' | (1 – 0) Jegyzőkönyv | 31' Zarraga 43' Lekue 77' Williams I. |

| Santiago Bernabéu stadion, Madrid Nézőszám: 33 627 Játékvezető: Isidro Díaz de Mera Escuderos (spanyol) |

| 2021. december 4. 21:00 |

| Real Sociedad            | 0 – 2               | Real Madrid            |
| ------------------------ | ------------------- | ---------------------- |
| Zubeldia 26' Januzaj 60' | (0 – 0) Jegyzőkönyv | 47' Vinícius 57' Jović |

| Anoeta Stadion, San Sebastián Nézőszám: 35 765 Játékvezető: Jesús Gil Manzano (spanyol) |

| 2021. december 12. 21:00 |

| Real Madrid                                   | 2 – 0               | Atlético Madrid                     |
| --------------------------------------------- | ------------------- | ----------------------------------- |
| Benzema 16' Mendy 45+1' Asensio 57' Alaba 88' | (1 – 0) Jegyzőkönyv | 36' Felipe 75' Kondogbia 88' Suárez |

| Santiago Bernabéu stadion, Madrid Nézőszám: 51 024 Játékvezető: Antonio Mateu Lahoz (spanyol) |

| 2021. december 19. 21:00 |

| Real Madrid  | 0 – 0       | Cádiz    |
| ------------ | ----------- | -------- |
| Casemiro 26' | Jegyzőkönyv | 64' Cala |

| Santiago Bernabéu stadion, Madrid Nézőszám: 38 818 Játékvezető: Jaime Latre (spanyol) |

| 2021. december 22. 21:30, a mérkőzést eredetileg 2022 januárjában játszották volna, de az időpontot megváltoztatták, mert mindkét csapat részt vett a 2021–22-es spanyol szuperkupán. |

| Athletic Bilbao                       | 1 – 2               | Real Madrid                               |
| ------------------------------------- | ------------------- | ----------------------------------------- |
| Sancet 10' Vencedor 43' D. García 61' | (1 – 2) Jegyzőkönyv | 4', 7' Benzema 42' Vinícius 62' Camavinga |

| San Mamés Stadion, Bilbao Nézőszám: 42 722 Játékvezető: César Soto Grado (spanyol) |

### Január
| 2022. január 2. 14:00 |

| Getafe                                         | 1 – 0       | Real Madrid              |
| ---------------------------------------------- | ----------- | ------------------------ |
| Ünal 9' Suárez 56' Arambarri 82' Olivera 90+6' | Jegyzőkönyv | 21' Rodrygo 87' Casemiro |

| Coliseum Alfonso Pérez, Getafe Nézőszám: 11 890 Játékvezető: Mario Melero López (spanyol) |

| 2022. január 8. 21:00 |

| Real Madrid                                                            | 4 – 1               | Valencia                                      |
| ---------------------------------------------------------------------- | ------------------- | --------------------------------------------- |
| Casemiro 14' Militão 26' Benzema 43' (11-esből), 88' Vinícius 52', 61' | (1 – 0) Jegyzőkönyv | 51' Piccini 51' Musah 76' Guedes 84' Cserisev |

| Santiago Bernabéu stadion, Madrid Nézőszám: 40 617 Játékvezető: Alejandro Hernández Hernández (spanyol) |

| 2022. január 23. 16:15 |

| Real Madrid                         | 2 – 2               | Elche              |
| ----------------------------------- | ------------------- | ------------------ |
| Modrić 82' (11-esből) Militão 90+2' | (0 – 1) Jegyzőkönyv | 42' Boyé 76' Milla |

| Santiago Bernabéu stadion, Madrid Nézőszám: 39 796 Játékvezető: Ricardo de Burgos Bengoetxea (spanyol) |

### Február
| 2022. február 6. 21:00 |

| Real Madrid                 | 1 – 0               | Granada      |
| --------------------------- | ------------------- | ------------ |
| Hazard 69' Asensio 74', 75' | (0 – 0) Jegyzőkönyv | 90+2' Germán |

| Santiago Bernabéu stadion, Madrid Nézőszám: 36 665 Játékvezető: Antonio Mateu Lahoz (spanyol) |

| 2022. február 13. 16:15 |

| Villarreal           | 0 – 0       | Real Madrid                                     |
| -------------------- | ----------- | ----------------------------------------------- |
| Foyth 23' Albiol 51' | Jegyzőkönyv | 23' Militão 29' Asensio 45+2' Bale 88' Casemiro |

| Estadio de la Cerámica, Villarreal Nézőszám: 17 894 Játékvezető: José María Sánchez Martínez (spanyol) |

| 2022. február 19. 21:00 |

| Real Madrid                                       | 3 – 0               | Alavés   |
| ------------------------------------------------- | ------------------- | -------- |
| Modrić 33' Asensio 63' Vinícius 80' Benzema 90+1' | (0 – 0) Jegyzőkönyv | 46' Loum |

| Santiago Bernabéu stadion, Madrid Nézőszám: 42 180 Játékvezető: José Luis Munuera Montero (spanyol) |

| 2022. február 26. 18:30 |

| Rayo Vallecano                                        | 0 – 1               | Real Madrid                                       |
| ----------------------------------------------------- | ------------------- | ------------------------------------------------- |
| 42' Valentín 56' Trejo 65' Balliu 72' Bébé 79' Catena | (0 – 0) Jegyzőkönyv | 58' Casemiro 63' Mendy 83' Benzema 90+6' Ceballos |

| Vallecas, Madrid Nézőszám: 9 952 Játékvezető: Isidro Díaz de Mera Escuderos (spanyol) |

### Március
| 2022. március 5. 21:00 |

| Real Madrid                                                 | 4 – 1               | Real Sociedad                                  |
| ----------------------------------------------------------- | ------------------- | ---------------------------------------------- |
| Camavinga 40' Modrić 43' Benzema 76' (11-esből) Asensio 79' | (2 – 1) Jegyzőkönyv | 10' (11-esből) Oyarzabal 58' Zaldúa 81' Merino |

| Santiago Bernabéu stadion, Madrid Nézőszám: 52 410 Játékvezető: Jesús Gil Manzano (spanyol) |

| 2022. március 14. 21:000 |

| Mallorca                              | 0 – 3               | Real Madrid                                                            |
| ------------------------------------- | ------------------- | ---------------------------------------------------------------------- |
| Ángel 30' Raíllo 69' Pablo Maffeo 76' | (0 – 0) Jegyzőkönyv | 17' Valverde 30', 55' Vinícius 52' Vázquez 77' (11-esből), 82' Benzema |

| Visit Mallorca Stadion, Palma Nézőszám: 17 191 Játékvezető: José María Sánchez Martínez (spanyol) |

| 2022. március 20. 21:00, El Clásico |

| Real Madrid                                    | 0 – 4               | Barcelona                                                                                   |
| ---------------------------------------------- | ------------------- | ------------------------------------------------------------------------------------------- |
| Kroos 22' Modrić 63' Camavinga 82' Vázquez 88' | (0 – 2) Jegyzőkönyv | 26' F. De Jong 29', 51' Aubameyang 31' Busquets 38' Araújo 47' Torres 74' Alba 88' González |

| Santiago Bernabéu stadion, Madrid Nézőszám: 60 017 Játékvezető: Juan Martínez Munuera (spanyol) |

### Április
| 2022. április 2. 18:30 |

| Celta Vigo                                    | 1 – 2               | Real Madrid                            |
| --------------------------------------------- | ------------------- | -------------------------------------- |
| Galán 36' Galhardo 40' Nolito 52' Murillo 57' | (0 – 1) Jegyzőkönyv | 19' (11-esből), 69' (11-esből) Benzema |

| Balaídos stadion, Vigo Nézőszám: 15 714 Játékvezető: Pablo González Fuertes (spanyol) |

| 2022. április 9. 21:00 |

| Real Madrid                                | 2 – 0               | Getafe                |
| ------------------------------------------ | ------------------- | --------------------- |
| Casemiro 38', 44' Valverde 45' Vázquez 68' | (1 – 0) Jegyzőkönyv | 76' Olivera 79' Djené |

| Santiago Bernabéu stadion, Madrid Nézőszám: 50 740 Játékvezető: César Soto Grado (spanyol) |

| 2022. április 17. 21:00 |

| Sevilla                                      | 2 – 3               | Real Madrid                                       |
| -------------------------------------------- | ------------------- | ------------------------------------------------- |
| Rakitić 21' Lamela 25' Carlos 39' Torres 84' | (2 – 0) Jegyzőkönyv | 31' Camavinga 50' Rodrygo 82' Nacho 90+2' Benzema |

| Ramón Sánchez-Pizjuán, Sevilla Nézőszám: 40 629 Játékvezető: Guillermo Cuadra Fernández (spanyol) |

| 2022. április 20. 21:30 |

| Osasuna                 | 1 – 3               | Real Madrid                                                                      |
| ----------------------- | ------------------- | -------------------------------------------------------------------------------- |
| Budimi 13' Brašanac 44' | (1 – 3) Jegyzőkönyv | 5' Camavinga 12' Alaba 45' Asensio , Benzema 60' Militão 62' Nacho 90+6' Vázquez |

| El Sadar, Pamplona Nézőszám: 21 360 Játékvezető: Ricardo de Burgos Bengoetxea (spanyol) |

| 2022. április 30. 16:15 |

| Real Madrid                                                       | 4 – 0               | Espanyol |
| ----------------------------------------------------------------- | ------------------- | -------- |
| Rodrygo 33', 43' Mariano 42' Casemiro 46' Asensio 55' Benzema 81' | (2 – 0) Jegyzőkönyv |          |

| Santiago Bernabéu stadion, Madrid Nézőszám: 58 686 Játékvezető: José Luis Munuera Montero (spanyol) |

### Május
| 2022. május 8. 21:00 |

| Atlético Madrid                                | 1 – 0               | Real Madrid                                 |
| ---------------------------------------------- | ------------------- | ------------------------------------------- |
| Llorente 37' Carrasco 40' (11-esből) Savić 63' | (1 – 0) Jegyzőkönyv | 20' Jović 28' Vázquez 38' Vallejo 71' Nacho |

| Wanda Metropolitano Stadion, Madrid Nézőszám: 63 874 Játékvezető: César Soto Grado (spanyol) |

| 2022. május 12. 21:30 |

| Real Madrid                                                                        | 6 – 0               | Levante   |
| ---------------------------------------------------------------------------------- | ------------------- | --------- |
| Mendy 13' Benzema 19' Rodrygo 34' Camavinga 43' Camavinga 45', 68', 83' Modrić 69' | (4 – 0) Jegyzőkönyv | 65' Roger |

| Santiago Bernabéu stadion, Madrid Nézőszám: 38 421 Játékvezető: Adrián Cordero Vega (spanyol) |

| 2022. május 15. 19:30 |

| Cádiz                                                                                         | 1 – 1               | Real Madrid                     |
| --------------------------------------------------------------------------------------------- | ------------------- | ------------------------------- |
| Sobrino 37', 42' Negredo , 81' Carcelén 84' Alcaraz 86' Hernández 88' Fali 90+8' Lozano 90+8' | (1 – 1) Jegyzőkönyv | 5' Mariano 47' Nacho 74' Hazard |

| Nuevo Mirandilla, Cádiz Nézőszám: 19 643 Játékvezető: Antonio Mateu Lahoz (spanyol) |

| 2022. május 22. 21:00 |

| Real Madrid | 0 – 0               | Real Betis |
| ----------- | ------------------- | ---------- |
|             | (0 – 0) Jegyzőkönyv |            |

| Santiago Bernabéu stadion, Madrid Nézőszám: 52 232 Játékvezető: Jaime Latre (spanyol) |

## Spanyol kupa (Copa del Rey, királykupa)
| 2022. január 5. 21:30 |

| Alcoyano                                    | 1 – 3               | Real Madrid                                                     |
| ------------------------------------------- | ------------------- | --------------------------------------------------------------- |
| Carbonell 50' Juanan 55' Vega 66' Primi 70' | (0 – 1) Jegyzőkönyv | 39' Militão 58' Camavinga 76' Asensio 78' José Juan 80' Rodrygo |

| El Collao stadion, Alcoy Nézőszám: 4 850 Játékvezető: Adrián Cordero Vega (spanyol) |

| 2022. január 19. 19:00 |

| Elche                        | 1 – 2 (h. u.)       | Real Madrid                            |
| ---------------------------- | ------------------- | -------------------------------------- |
| Verdú 103' Milla 87′, 120+2′ | (0 – 0) Jegyzőkönyv | 0′, 102′ Marcelo 108' Isco 113' Hazard |

| Estadio Manuel Martínez Valero, Elche Nézőszám: 33 732 Játékvezető: Jorge Figueroa Vázquez (spanyol) |

| 2022. február 3. 21:30 |

| Athletic Bilbao                                      | 1 – 0               | Real Madrid          |
| ---------------------------------------------------- | ------------------- | -------------------- |
| Dani García 42' De Marcos 67' Yuri 68' Berenguer 89' | (0 – 0) Jegyzőkönyv | 24' Kroos 59' Modrić |

| San Mamés, Bilbao Nézőszám: 38 750 Játékvezető: Jesús Gil Manzano (spanyol) |

## Spanyol szuperkupa (Supercopa de España)
| 2022. január 12. 20:00, elődöntő |

| Barcelona                                    | 2 – 3 (h. u.)       | Real Madrid                                             |
| -------------------------------------------- | ------------------- | ------------------------------------------------------- |
| Torres 23' L. de Jong 41' Alves 51' Fati 83' | (1 – 1) Jegyzőkönyv | 25' Vinícius 72' Benzema 75' Casemiro 98', 99' Valverde |

| King Abdullah Sports City, Dzsidda, Szaúd-Arábia Nézőszám: 35 000 (nso szerint:51 000) Játékvezető: José Luis Munuera Montero (spanyol) |

| 2022. január 16. 19:30, döntő |

| Athletic Bilbao         | 0 – 2               | Real Madrid                                   |
| ----------------------- | ------------------- | --------------------------------------------- |
| D. García 77' Yeray 90' | (0 – 1) Jegyzőkönyv | 38' Modrić 52' (11-esből) Benzema 87′ Militão |

| King Abdullah Sports City, Dzsidda, Szaúd-Arábia Játékvezető: César Soto Grado (spanyol) |

## Bajnokok ligája

### D csoport
| Hely. | Csapat               | M | Gy | D | V | G+ | G– | Gk  | P  | Továbbjutás                                      |  | RM  | INT | SHE | SHK |
| ----- | -------------------- | - | -- | - | - | -- | -- | --- | -- | ------------------------------------------------ |  | --- | --- | --- | --- |
| 1.    | Real Madrid (T)      | 6 | 5  | 0 | 1 | 14 | 3  | +11 | 15 | Továbbjut az egyenes kieséses szakaszba          |  | —   | 2–0 | 1–2 | 2–1 |
| 2.    | Internazionale (T)   | 6 | 3  | 1 | 2 | 8  | 5  | +3  | 10 | Továbbjut az egyenes kieséses szakaszba          |  | 0–1 | —   | 3–1 | 2–0 |
| 3.    | Sheriff Tiraspol (K) | 6 | 2  | 1 | 3 | 7  | 11 | −4  | 7  | Átkerül az Európa-liga nyolcaddöntő rájátszásába |  | 0–3 | 1–3 | —   | 2–0 |
| 4.    | Sahtar Doneck (K)    | 6 | 0  | 2 | 4 | 2  | 12 | −10 | 2  |                                                  |  | 0–5 | 0–0 | 1–1 | —   |

| 2021. szeptember 15. 21:00 |

| Internazionale | 0 – 1               | Real Madrid           |
| -------------- | ------------------- | --------------------- |
| Martínez 45+1' | (0 – 0) Jegyzőkönyv | 60' Alaba 90' Rodrygo |

| Giuseppe Meazza Stadion, Milánó, Olaszország Nézőszám: 37 082 Játékvezető: Daniel Siebert (Német) |

| 2021. szeptember 28. 21:00 |

| Real Madrid                                        | 1 – 2               | Sheriff Tiraspol                                                 |
| -------------------------------------------------- | ------------------- | ---------------------------------------------------------------- |
| Casemiro 39' Benzema 65' (11-esből) Luka Jović 81' | (0 – 1) Jegyzőkönyv | 17' Arboleda 25' Yakhshiboev 45' Addo 46' Dulanto 89', 90' Thill |

| Santiago Bernabéu stadion, Madrid, Spanyolország Nézőszám: 24 522 Játékvezető: Lawrence Visser (belga) |

| 2021. október 29. 21:00 |

| Sahtar Doneck | 0 – 5               | Real Madrid                                              |
| ------------- | ------------------- | -------------------------------------------------------- |
| Antônio 47'   | (0 – 1) Jegyzőkönyv | 37' Kryvtsov 51', 56' Vinícius 65' Rodrygo 90+1' Benzema |

| Olimpiai Stadion, Kijev, Ukrajna Nézőszám: 34 037 Játékvezető: Srđan Jovanović (szerb) |

| 2021. november 3. 18:45 |

| Real Madrid                             | 2 – 1               | Sahtar Doneck               |
| --------------------------------------- | ------------------- | --------------------------- |
| Benzema 14', 61' Mendy 39' Casemiro 63' | (1 – 1) Jegyzőkönyv | 39' Fernando 90+3' Dentinho |

| Santiago Bernabéu stadion, Madrid, Spanyolország Nézőszám: 38 105 Játékvezető: Benoît Bastien (francia) |

| 2021. november 24. 21:00 |

| Sheriff Tiraspol | 0 – 3               | Real Madrid                                |
| ---------------- | ------------------- | ------------------------------------------ |
| Costanza 29'     | (0 – 2) Jegyzőkönyv | 4' Mendy 30' Alaba 45+1' Kroos 55' Benzema |

| Sheriff Stadion, Tiraspol, Moldova Nézőszám: 5 932 Játékvezető: Szymon Marciniak (lengyel) |

| 2021. december 7. 21:00 |

| Real Madrid                       | 2 – 0               | Internazionale                         |
| --------------------------------- | ------------------- | -------------------------------------- |
| Kroos 17' Militão 64' Asensio 79' | (1 – 0) Jegyzőkönyv | 54' D’Ambrosio 64′ Barella 74' Bastoni |

| Santiago Bernabéu stadion, Madrid, Spanyolország Nézőszám: 46 887 Játékvezető: Felix Brych (német) |

### Nyolcaddöntők
| 2022 február 15. 21:00 |

| Paris Saint-Germain                                                  | 1 – 0               | Real Madrid                                    |
| -------------------------------------------------------------------- | ------------------- | ---------------------------------------------- |
| Verratti 40' Pereira 62' Messi Kimpembe 83' Paredes 90' Mbappé 90+4' | (0 – 0) Jegyzőkönyv | 37' Casemiro 51' Militão 57' Mendy 83' Rodrygo |

| Parc des Princes, Párizs, Franciaország Nézőszám: 47 443 Játékvezető: Daniele Orsato (olasz) |

| 2022 március 9. 21:00 |

| Real Madrid                                                           | 3 – 1 (tj: a Real Madrid 3:2-vel) | Paris Saint-Germain                                          |
| --------------------------------------------------------------------- | --------------------------------- | ------------------------------------------------------------ |
| Benzema 61', 76', 78' Nacho 43' Vinícius 43' Carvajal 60' Vázquez 88' | (0 – 1) Jegyzőkönyv               | 39' Mbappé 7' Paredes 62' Donnarumma 81' Hakimi 83' Kimpembe |

| Santiago Bernabéu stadion, Madrid, Spanyolország Nézőszám: 59 895 Játékvezető: Danny Makkelie (holland) |

### Negyeddöntők
| 2022. április 6. 20:00 |

| Chelsea                 | 1 – 3               | Real Madrid                       |
| ----------------------- | ------------------- | --------------------------------- |
| Rüdiger 19' Havertz 40' | (1 – 2) Jegyzőkönyv | 14' Militão 21', 24', 46' Benzema |

| Stamford Bridge, London, Anglia Játékvezető: Clément Turpin (francia) |

| 2022. április 12. 21:00 |

| Real Madrid               | 2 – 3 (tj:a Real Madrid 5 – 4 - el) | Chelsea                          |
| ------------------------- | ----------------------------------- | -------------------------------- |
| Rodrygo 80' Benzema 90+6' | (–) Jegyzőkönyv                     | 15' Mount 51' Rüdiger 75' Werner |

| Santiago Bernabéu stadion, Madrid, Spanyolország Nézőszám: 59 839 Játékvezető: Szymon Marciniak (Lengyel labdarúgó-szövetség) |

### Elődöntők
| 2022. április 26. 21:00 |

| Manchester City                                            | 4 – 3               | Real Madrid                                          |
| ---------------------------------------------------------- | ------------------- | ---------------------------------------------------- |
| De Bruyne 2' Jesus 11' Foden 53' Silva 53' Fernandinho 81' | (2 – 1) Jegyzőkönyv | 33', 82' (11-esből) Benzema 55' Vinícius 90+3' Nacho |

| Etihad Stadion, Manchester, Anglia Nézőszám: 52 217 Játékvezető: Kovács István (román) |

| 2022. május 4. 21:00 |

| Real Madrid                                                                                   | 3 – 1 (6 – 5-tel bejutott a döntőbe a Real Madrid) | Manchester City                                    |
| --------------------------------------------------------------------------------------------- | -------------------------------------------------- | -------------------------------------------------- |
| Modrić 9' Carvajal 65' Militão 84' Rodrygo 90', 90+1' Benzema 90+5' (11-esből) Valverde 90+6' | (0 – 0) Jegyzőkönyv                                | 9' Laporte 73' Mahrez 101' Sterling 113' Zincsenko |

| Santiago Bernabéu stadion, Madrid, Spanyolország Nézőszám: 61 416 Játékvezető: Daniele Orsato (olasz) |

### Döntő
| 2022. május 28. 21:00 |

| Liverpool | 0 – 1               | Real Madrid  |
| --------- | ------------------- | ------------ |
|           | (0 – 0) Jegyzőkönyv | 59' Vinícius |

| Stade de France, Párizs, Franciaország Nézőszám: 75 000 Játékvezető: Clément Turpin (francia) |

| Liverpool | Real Madrid |

| GK           | 1  | Alisson                 |     |     |
| RB           | 66 | Trent Alexander-Arnold  |     |     |
| CB           | 5  | Ibrahima Konaté         |     |     |
| CB           | 4  | Virgil van Dijk         |     |     |
| LB           | 26 | Andrew Robertson        |     |     |
| CM           | 14 | Jordan Henderson        |     | 77' |
| CM           | 3  | Fabinho                 | 62' |     |
| CM           | 6  | Thiago                  |     | 77' |
| RF           | 11 | Mohamed Szaláh          |     |     |
| CF           | 10 | Sadio Mané              |     |     |
| LF           | 23 | Luis Díaz               |     | 65' |
| Cserék:      |    |                         |     |     |
| GK           | 62 | Caoimhín Kelleher       |     |     |
| DF           | 12 | Joe Gomez               |     |     |
| DF           | 21 | Konsztandínosz Cimíkasz |     |     |
| DF           | 32 | Joël Matip              |     |     |
| MF           | 7  | James Milner            |     |     |
| MF           | 8  | Naby Keïta              |     | 77' |
| MF           | 15 | Alex Oxlade-Chamberlain |     |     |
| MF           | 17 | Curtis Jones            |     |     |
| MF           | 67 | Harvey Elliott          |     |     |
| FW           | 9  | Roberto Firmino         |     | 77' |
| FW           | 18 | Minamino Takumi         |     |     |
| FW           | 20 | Diogo Jota              |     | 65' |
| Vezetőedző:  |    |                         |     |     |
| Jürgen Klopp |    |                         |     |     |

| GK              | 1  | Thibaut Courtois  |  |       |
| RB              | 2  | Dani Carvajal     |  |       |
| CB              | 3  | Éder Militão      |  |       |
| CB              | 4  | David Alaba       |  |       |
| LB              | 23 | Ferland Mendy     |  |       |
| CM              | 10 | Luka Modrić       |  | 90'   |
| CM              | 14 | Casemiro          |  |       |
| CM              | 8  | Toni Kroos        |  |       |
| RF              | 15 | Federico Valverde |  | 86'   |
| CF              | 9  | Karim Benzema     |  |       |
| LF              | 20 | Vinícius Júnior   |  | 90+3' |
| Cserék:         |    |                   |  |       |
| GK              | 13 | Andrij Lunyin     |  |       |
| DF              | 6  | Nacho             |  |       |
| DF              | 12 | Marcelo           |  |       |
| MF              | 17 | Lucas Vázquez     |  |       |
| MF              | 19 | Dani Ceballos     |  | 90'   |
| MF              | 22 | Isco              |  |       |
| MF              | 25 | Eduardo Camavinga |  | 86'   |
| FW              | 7  | Eden Hazard       |  |       |
| FW              | 11 | Marco Asensio     |  |       |
| FW              | 18 | Gareth Bale       |  |       |
| FW              | 21 | Rodrygo           |  | 90+3' |
| FW              | 24 | Mariano           |  |       |
| Vezetőedző:     |    |                   |  |       |
| Carlo Ancelotti |    |                   |  |       |

| A mérkőzés legjobbja: Thibaut Courtois (Real Madrid) Játékvezető-asszisztens: Nicolas Danos (francia) Cyril Gringore (francia) Negyedik játékvezető: Benoît Bastien (francia) Videóbíró: Jérôme Brisard (francia) Videóbíró asszisztense: Willy Delajod (francia) Massimiliano Irrati (olasz) Filippo Meli (olasz) | Szabályok - 90 perc játékidő. - Döntetlen esetén 30 perc hosszabbítás, majd ha szükséges, büntetőpárbaj - Tizenkét nevezhető cserejátékos. - Maximum öt cserelehetőség, hosszabbítás esetén egy plusz cserelehetőség |

## Statisztika
Legutóbb 2022. május 28-án lett frissítve.
| Kiírás             | Statisztikák | Statisztikák | Statisztikák | Statisztikák | Statisztikák | Statisztikák | Statisztikák | Kezdő forduló/ helyezés | Végső forduló/ helyezés | Mérkőzések dátumai   | Mérkőzések dátumai | Mérkőzések dátumai |
| Kiírás             | M            | GY           | D            | V            | LG–KG        | GK           | Gy %         | Kezdő forduló/ helyezés | Végső forduló/ helyezés | Első                 | Utolsó             | Következő          |
| ------------------ | ------------ | ------------ | ------------ | ------------ | ------------ | ------------ | ------------ | ----------------------- | ----------------------- | -------------------- | ------------------ | ------------------ |
| La Liga            | 38           | 26           | 08           | 04           | 80 – 31      | +49          | 68.42%       | 1.                      | Győztes                 | 2021. augusztus 14.  | 2022. május 20.    | -                  |
| Spanyol kupa       | 03           | 02           | 0            | 01           | 5 – 3        | +2           | 66.67%       | (legjobb 32)            | Negyeddöntős            | 2022. január 5.      | 2022. február 3.   | -                  |
| spanyol szuperkupa | 02           | 02           | 0            | 0            | 5 – 2        | +3           | 100.00%      | Elődöntő                | Győztes                 | 2022. január 16.     | 2022. január 16.   | -                  |
| Bajnokok ligája    | 013          | 09           | 0            | 04           | 29 – 14      | +15          | 69.23%       | (csoportkör)            | Győztes                 | 2021. szeptember 15. | 2022. május 28.    | -                  |
| Összesen           | 56           | 039          | 08           | 09           | 119 – 50     | +69          | 69.64%       | –                       | –                       | –                    | –                  | –                  |

| Összesen | Összesen | Összesen | Összesen | Összesen | Összesen | Összesen | Otthon | Otthon | Otthon | Otthon | Otthon  | Otthon | Otthon | Idegenben | Idegenben | Idegenben | Idegenben | Idegenben | Idegenben | Idegenben |
| M        | GY       | D        | V        | LG–KG    | GK       | P        | M      | GY     | D      | V      | LG–KG   | GK     | P      | M         | GY        | D         | V         | LG–KG     | GK        | P         |
| -------- | -------- | -------- | -------- | -------- | -------- | -------- | ------ | ------ | ------ | ------ | ------- | ------ | ------ | --------- | --------- | --------- | --------- | --------- | --------- | --------- |
| 38       | 26       | 8        | 4        | 80 – 31  | +49      | 86       | 19     | 13     | 9      | 1      | 44 – 13 | +31    | 44     | 19        | 13        | 3         | 3         | 36 – 18   | +18       | 42        |

### Helyezések fordulónként
| Forduló  | 1  | 2  | 3  | 4  | 5  | 6  | 7  | 8  | 9  | 10 | 11 | 12 | 13 | 14 | 15 | 16 | 17 | 18 | 19 | 20 | 21 | 22 | 23 | 24 | 25 | 26 | 27 | 28 | 29 | 30 | 31 | 32 | 33 | 34 | 35 | 36 | 37 | 38 |
| -------- | -- | -- | -- | -- | -- | -- | -- | -- | -- | -- | -- | -- | -- | -- | -- | -- | -- | -- | -- | -- | -- | -- | -- | -- | -- | -- | -- | -- | -- | -- | -- | -- | -- | -- | -- | -- | -- | -- |
| Helyszín | I  | I  | I  | O  | I  | O  | O  | I  | I  | O  | I  | O  | I  | O  | O  | I  | O  | O  | I  | I  | O  | O  | O  | I  | O  | I  | O  | I  | O  | I  | O  | I  | I  | O  | I  | O  | I  | O  |
| Eredmény | GY | D  | GY | GY | GY | GY | D  | V  | GY | D  | GY | GY | GY | GY | GY | GY | GY | D  | GY | V  | GY | D  | GY | D  | GY | GY | GY | GY | V  | GY | GY | GY | GY | GY | V  | GY | D  | D  |
| Helyezés | 1. | 3. | 1. | 1. | 1. | 1. | 1. | 1. | 2. | 2. | 2. | 2. | 1. | 1. | 1. | 1. | 1. | 1. | 1. | 1. | 1. | 1. | 1. | 1. | 1. | 1. | 1. | 1. | 1. | 1. | 1. | 1. | 1. | 1. | 1. | 1. | 1. | 1. |

Helyszín: O = Otthon; I = Idegenben. Eredmény: GY = Győzelem; D = Döntetlen; V = Vereség.

### Keret statisztika
Legutóbb 2022. május 28-án lett frissítve.
| Mezszám                                    | Poszt | Név                           | Bajnokság     | Bajnokság | Spanyol kupa  | Spanyol kupa | Spanyol szuperkupa | Spanyol szuperkupa | Bajnokok Ligája | Bajnokok Ligája | Összesen      | Összesen |
| Mezszám                                    | Poszt | Név                           | Pályára lépés | Gól       | Pályára lépés | Gól          | Pályára lépés      | Gól                | Pályára lépés   | Gól             | Pályára lépés | Gól      |
| ------------------------------------------ | ----- | ----------------------------- | ------------- | --------- | ------------- | ------------ | ------------------ | ------------------ | --------------- | --------------- | ------------- | -------- |
| 1                                          | GK    | Thibaut Courtois              | 36            | 0         | 1             | 0            | 2                  | 0                  | 13              | 0               | 52            | 0        |
| 2                                          | DF    | Dani Carvajal                 | 24            | 1         | 0             | 0            | 1                  | 0                  | 11              | 0               | 36            | 1        |
| 3                                          | DF    | Éder Militão                  | 34            | 1         | 2             | 1            | 2                  | 0                  | 12              | 0               | 50            | 2        |
| 4                                          | DF    | David Alaba                   | 30            | 2         | 3             | 0            | 1                  | 0                  | 12              | 1               | 46            | 3        |
| 5                                          | DF    | Jesús Vallejo                 | 5             | 0         | 1             | 0            | 0                  | 0                  | 2               | 0               | 8             | 0        |
| 6                                          | DF    | Nacho                         | 28            | 3         | 3             | 0            | 2                  | 0                  | 9               | 0               | 42            | 3        |
| 7                                          | MF    | Eden Hazard                   | 18            | 0         | 2             | 1            | 0                  | 0                  | 3               | 0               | 23            | 1        |
| 8                                          | MF    | Toni Kroos                    | 28            | 1         | 3             | 0            | 2                  | 0                  | 12              | 2               | 45            | 3        |
| 9                                          | FW    | Karim Benzema                 | 32            | 27        | 0             | 0            | 2                  | 2                  | 12              | 15              | 46            | 44       |
| 10                                         | MF    | Luka Modrić                   | 28            | 2         | 2             | 0            | 2                  | 1                  | 13              | 0               | 45            | 3        |
| 11                                         | FW    | Marco Asensio                 | 31            | 10        | 2             | 1            | 1                  | 0                  | 8               | 1               | 42            | 12       |
| 12                                         | DF    | Marcelo                       | 12            | 0         | 2             | 0            | 1                  | 0                  | 3               | 0               | 18            | 0        |
| 13                                         | GK    | Andrij Lunyin                 | 2             | 0         | 2             | 0            | 0                  | 0                  | 0               | 0               | 4             | 0        |
| 14                                         | MF    | Casemiro                      | 32            | 1         | 3             | 0            | 2                  | 0                  | 10              | 0               | 48            | 1        |
| 15                                         | MF    | Federico Valverde             | 31            | 0         | 2             | 0            | 2                  | 1                  | 11              | 0               | 46            | 1        |
| 16                                         | FW    | Luka Jović                    | 15            | 1         | 1             | 0            | 0                  | 0                  | 3               | 0               | 19            | 1        |
| 17                                         | FW    | Lucas Vázquez                 | 29            | 3         | 2             | 0            | 2                  | 0                  | 8               | 0               | 41            | 3        |
| 18                                         | FW    | Gareth Bale                   | 5             | 1         | 0             | 0            | 0                  | 0                  | 2               | 0               | 7             | 1        |
| 19                                         | MF    | Dani Ceballos                 | 11            | 0         | 2             | 0            | 0                  | 0                  | 5               | 0               | 18            | 0        |
| 20                                         | FW    | Vinícius                      | 35            | 17        | 2             | 0            | 2                  | 1                  | 13              | 4               | 52            | 22       |
| 21                                         | FW    | Rodrygo                       | 33            | 4         | 3             | 0            | 2                  | 0                  | 11              | 5               | 49            | 9        |
| 22                                         | MF    | Isco                          | 14            | 1         | 3             | 1            | 0                  | 0                  | 0               | 0               | 17            | 2        |
| 23                                         | DF    | Ferland Mendy                 | 22            | 2         | 1             | 0            | 2                  | 0                  | 10              | 0               | 35            | 2        |
| 24                                         | FW    | Mariano                       | 9             | 1         | 1             | 0            | 0                  | 0                  | 1               | 0               | 11            | 1        |
| 25                                         | MF    | Eduardo Camavinga             | 26            | 2         | 3             | 0            | 1                  | 0                  | 10              | 0               | 40            | 2        |
| 26                                         | GK    | Luis López                    | 0             | 0         | 0             | 0            | 0                  | 0                  | 0               | 0               | 0             | 0        |
| 27                                         | MF    | Antonio Blanco                | 1             | 0         | 0             | 0            | 0                  | 0                  | 1               | 0               | 2             | 0        |
| 28                                         | MF    | Marvin                        | 0             | 0         | 0             | 0            | 0                  | 0                  | 0               | 0               | 0             | 0        |
| 29                                         | FW    | Juanmi Latasa                 | 1             | 0         | 0             | 0            | 0                  | 0                  | 0               | 0               | 0             | 1        |
| 30                                         | MF    | Sergio Arribas                | 0             | 0         | 0             | 0            | 0                  | 0                  | 0               | 0               | 0             | 0        |
| 34                                         | DF    | Mario Gila                    | 1             | 0         | 0             | 0            | 0                  | 0                  | 0               | 0               | 1             | 0        |
| 35                                         | DF    | Miguel Gutiérrez              | 3             | 0         | 0             | 0            | 0                  | 0                  | 1               | 0               | 4             | 0        |
| 40                                         | GK    | Toni Fuidias                  | 0             | 0         | 0             | 0            | 0                  | 0                  | 0               | 0               | 0             | 0        |
| 43                                         | DF    | Sergio Santos                 | 1             | 0         | 0             | 0            | 0                  | 0                  | 0               | 0               | 1             | 0        |
| 44                                         | MF    | Peter                         | 3             | 0         | 0             | 0            | 0                  | 0                  | 0               | 0               | 3             | 0        |
| Játékosok akik a szezon során igazoltak el |       |                               |               |           |               |              |                    |                    |                 |                 |               |          |
| –                                          | DF    | Álvaro Odriozola (kölcsönben) | 0             | 0         | 0             | 0            | 0                  | 0                  | 0               | 0               | 0             | 0        |

### Góllövőlista
Legutóbb 2022. május 28-án lett frissítve.
| #        | Mezszám  | Nemzet    | Poszt         | Név               | La Liga | Spanyol kupa (Copa del Rey) | Bajnokok Ligája | Spanyol szuperkupa (Supercopa de España) | Összesen |
| -------- | -------- | --------- | ------------- | ----------------- | ------- | --------------------------- | --------------- | ---------------------------------------- | -------- |
| 1        | 9        | francia   | csatár        | Karim Benzema     | 27      | 0                           | 15              | 2                                        | 44       |
| 2        | 20       | brazil    | csatár        | Vinícius          | 17      | 0                           | 4               | 1                                        | 22       |
| 3        | 11       | spanyol   | középpályás   | Marco Asensio     | 10      | 1                           | 1               | 0                                        | 12       |
| 4        | 21       | brazil    | csatár        | Rodrygo           | 4       | 0                           | 5               | 0                                        | 9        |
| 5        | 4        | osztrák   | hátvéd        | David Alaba       | 2       | 0                           | 1               | 0                                        | 3        |
| 5        | 8        | német     | középpályás   | Toni Kroos        | 1       | 0                           | 2               | 0                                        | 3        |
| 5        | 10       | horvát    | középpályás   | Luka Modrić       | 2       | 0                           | 0               | 1                                        | 3        |
| 5        | 6        | spanyol   | hátvéd        | Nacho             | 3       | 0                           | 0               | 0                                        | 3        |
| 5        | 17       | spanyol   | hátvéd/csatár | Lucas Vázquez     | 3       | 0                           | 0               | 0                                        | 3        |
| 10       | 25       | francia   | középpályás   | Eduardo Camavinga | 2       | 0                           | 0               | 0                                        | 2        |
| 10       | 22       | spanyol   | középpályás   | Isco              | 1       | 1                           | 0               | 0                                        | 2        |
| 10       | 23       | francia   | hátvéd        | Ferland Mendy     | 2       | 0                           | 0               | 0                                        | 2        |
| 10       | 3        | brazil    | hátvéd        | Éder Militão      | 1       | 1                           | 0               | 0                                        | 2        |
| 14       | 18       | walesi    | csatár        | Gareth Bale       | 1       | 0                           | 0               | 0                                        | 1        |
| 14       | 2        | spanyol   | hátvéd        | Dani Carvajal     | 1       | 0                           | 0               | 0                                        | 1        |
| 14       | 14       | brazil    | középpályás   | Casemiro          | 1       | 0                           | 0               | 0                                        | 1        |
| 14       | 7        | belga     | csatár        | Eden Hazard       | 0       | 1                           | 0               | 0                                        | 1        |
| 14       | 16       | szerb     | csatár        | Luka Jović        | 1       | 0                           | 0               | 0                                        | 1        |
| 14       | 24       | dominikai | csatár        | Mariano           | 1       | 0                           | 0               | 0                                        | 1        |
| 14       | 15       | uruguayi  | középpályás   | Federico Valverde | 0       | 0                           | 0               | 1                                        | 1        |
| Öngólok  | Öngólok  | Öngólok   | Öngólok       | Öngólok           | 0       | 1                           | 1               | 0                                        | 2        |
| Összesen | Összesen | Összesen  | Összesen      | Összesen          | 80      | 5                           | 29              | 5                                        | 119      |

### Kapusteljesítmények
megjegyzés Az alábbi táblázatban a csapat kapusainak teljesítményét tüntettük fel.
 megjegyzés A felkészülési mérkőzéseket nem vettük figyelembe.
Legutóbb 2022. május 28-án lett frissítve.
| Helyezés | Kapus            | Bajnokság        | Bajnokság         | Spanyol Kupa    | Spanyol Kupa      | Bajnokok Ligája | Bajnokok Ligája   | Spanyol Szuperkupa | Spanyol Szuperkupa | Összesen        | Összesen          |
| Helyezés | Kapus            | Összes mérkőzést | Ebből gól nélküli | Összes mérkőzés | Ebből gól nélküli | Összes mérkőzés | Ebből gól nélküli | Összes mérkőzés    | Ebből gól nélküli  | Összes mérkőzés | Ebből gól nélküli |
| -------- | ---------------- | ---------------- | ----------------- | --------------- | ----------------- | --------------- | ----------------- | ------------------ | ------------------ | --------------- | ----------------- |
| 1        | Thibaut Courtois | 36               | 16                | 1               | 0                 | 13              | 5                 | 2                  | 1                  | 52              | 22                |
| 2        | Andrij Lunyin    | 1                | 0                 | 2               | 0                 | 0               | 0                 | 0                  | 0                  | 3               | 0                 |
|          |                  | 37               | 16                | 3               | 0                 | 13              | 5                 | 2                  | 1                  | 55              | 22                |

### Lapok
Legutóbb 2022. május 28-án lett frissítve.
| #        | Poszt       | Név               | La Liga   | La Liga                              | La Liga   | Copa del Rey | Copa del Rey                         | Copa del Rey | Supercopa de España | Supercopa de España                  | Supercopa de España | Champions League | Champions League                     | Champions League | Összesen  | Összesen                             | Összesen  |
| #        | Poszt       | Név               | Sárga lap | sárga lap · 2. sárga lap · kiállítva | kiállítva | Sárga lap    | sárga lap · 2. sárga lap · kiállítva | kiállítva    | Sárga lap           | sárga lap · 2. sárga lap · kiállítva | kiállítva           | Sárga lap        | sárga lap · 2. sárga lap · kiállítva | kiállítva        | Sárga lap | sárga lap · 2. sárga lap · kiállítva | kiállítva |
| -------- | ----------- | ----------------- | --------- | ------------------------------------ | --------- | ------------ | ------------------------------------ | ------------ | ------------------- | ------------------------------------ | ------------------- | ---------------- | ------------------------------------ | ---------------- | --------- | ------------------------------------ | --------- |
| 3        | hátvéd      | Éder Militão      | 5         | 0                                    | 0         | 0            | 0                                    | 0            | 0                   | 0                                    | 1                   | 4                | 0                                    | 0                | 9         | 0                                    | 1         |
| 12       | hátvéd      | Marcelo           | 0         | 0                                    | 0         | 0            | 0                                    | 1            | 0                   | 0                                    | 0                   | 0                | 0                                    | 0                | 0         | 0                                    | 1         |
| 14       | középpályás | Casemiro          | 11        | 0                                    | 0         | 1            | 0                                    | 0            | 1                   | 0                                    | 0                   | 3                | 0                                    | 0                | 16        | 0                                    | 0         |
| 25       | középpályás | Eduardo Camavinga | 9         | 0                                    | 1         | 0            | 0                                    | 0            | 0                   | 0                                    | 0                   | 1                | 0                                    | 0                | 11        | 0                                    | 0         |
| 6        | hátvéd      | Nacho             | 7         | 0                                    | 0         | 0            | 0                                    | 0            | 0                   | 0                                    | 0                   | 2                | 0                                    | 0                | 9         | 0                                    | 0         |
| 10       | középpályás | Luka Modrić       | 5         | 0                                    | 0         | 1            | 0                                    | 0            | 0                   | 0                                    | 0                   | 1                | 0                                    | 0                | 7         | 0                                    | 0         |
| 23       | hátvéd      | Ferland Mendy     | 4         | 0                                    | 0         | 0            | 0                                    | 0            | 0                   | 0                                    | 0                   | 3                | 0                                    | 0                | 7         | 0                                    | 0         |
| 20       | csatár      | Vinícius          | 6         | 0                                    | 0         | 0            | 0                                    | 0            | 0                   | 0                                    | 0                   | 0                | 0                                    | 0                | 6         | 0                                    | 0         |
| 8        | középpályás | Toni Kroos        | 4         | 0                                    | 0         | 2            | 0                                    | 0            | 0                   | 0                                    | 0                   | 0                | 0                                    | 0                | 6         | 0                                    | 0         |
| 21       | csatár      | Rodrygo           | 3         | 0                                    | 0         | 1            | 0                                    | 0            | 0                   | 0                                    | 0                   | 1                | 0                                    | 0                | 5         | 0                                    | 0         |
| 15       | középpályás | Federico Valverde | 2         | 0                                    | 0         | 0            | 0                                    | 0            | 1                   | 0                                    | 0                   | 2                | 0                                    | 0                | 5         | 0                                    | 0         |
| 4        | hátvéd      | David Alaba       | 2         | 0                                    | 0         | 1            | 0                                    | 0            | 0                   | 0                                    | 0                   | 1                | 0                                    | 0                | 4         | 0                                    | 0         |
| 2        | hátvéd      | Dani Carvajal     | 1         | 0                                    | 0         | 0            | 0                                    | 0            | 0                   | 0                                    | 0                   | 3                | 0                                    | 0                | 4         | 0                                    | 0         |
| 17       | középpályás | Lucas Vázquez     | 3         | 0                                    | 0         | 0            | 0                                    | 0            | 0                   | 0                                    | 0                   | 1                | 0                                    | 0                | 4         | 0                                    | 0         |
| 7        | csatár      | Eden Hazard       | 2         | 0                                    | 0         | 0            | 0                                    | 0            | 0                   | 0                                    | 0                   | 0                | 0                                    | 0                | 2         | 0                                    | 0         |
| 11       | csatár      | Marco Asensio     | 2         | 0                                    | 0         | 0            | 0                                    | 0            | 0                   | 0                                    | 0                   | 0                | 0                                    | 0                | 2         | 0                                    | 0         |
| 16       | csatár      | Luka Jović        | 1         | 0                                    | 0         | 0            | 0                                    | 0            | 0                   | 0                                    | 0                   | 1                | 0                                    | 0                | 2         | 0                                    | 0         |
| 18       | csatár      | Gareth Bale       | 2         | 0                                    | 0         | 0            | 0                                    | 0            | 0                   | 0                                    | 0                   | 0                | 0                                    | 0                | 2         | 0                                    | 0         |
| 24       | csatár      | Mariano           | 2         | 0                                    | 0         | 0            | 0                                    | 0            | 0                   | 0                                    | 0                   | 0                | 0                                    | 0                | 2         | 0                                    | 0         |
| 1        | kapus       | Thibaut Courtois  | 1         | 0                                    | 0         | 0            | 0                                    | 0            | 0                   | 0                                    | 0                   | 0                | 0                                    | 0                | 1         | 0                                    | 0         |
| 5        | hátvéd      | Jesús Vallejo     | 1         | 0                                    | 0         | 0            | 0                                    | 0            | 0                   | 0                                    | 0                   | 0                | 0                                    | 0                | 1         | 0                                    | 0         |
| 9        | csatár      | Karim Benzema     | 0         | 0                                    | 0         | 0            | 0                                    | 0            | 0                   | 0                                    | 0                   | 1                | 0                                    | 0                | 1         | 0                                    | 0         |
| 22       | középpályás | Isco              | 1         | 0                                    | 0         | 0            | 0                                    | 0            | 0                   | 0                                    | 0                   | 0                | 0                                    | 0                | 1         | 0                                    | 0         |
| 35       | hátvéd      | Miguel Gutiérrez  | 1         | 0                                    | 0         | 0            | 0                                    | 0            | 0                   | 0                                    | 0                   | 0                | 0                                    | 0                | 1         | 0                                    | 0         |
| Összesen | Összesen    | Összesen          | 83        | 0                                    | 0         | 7            | 0                                    | 1            | 2                   | 0                                    | 1                   | 24               | 0                                    | 0                | 108       | 0                                    | 2         |

## Pichichi-trófea

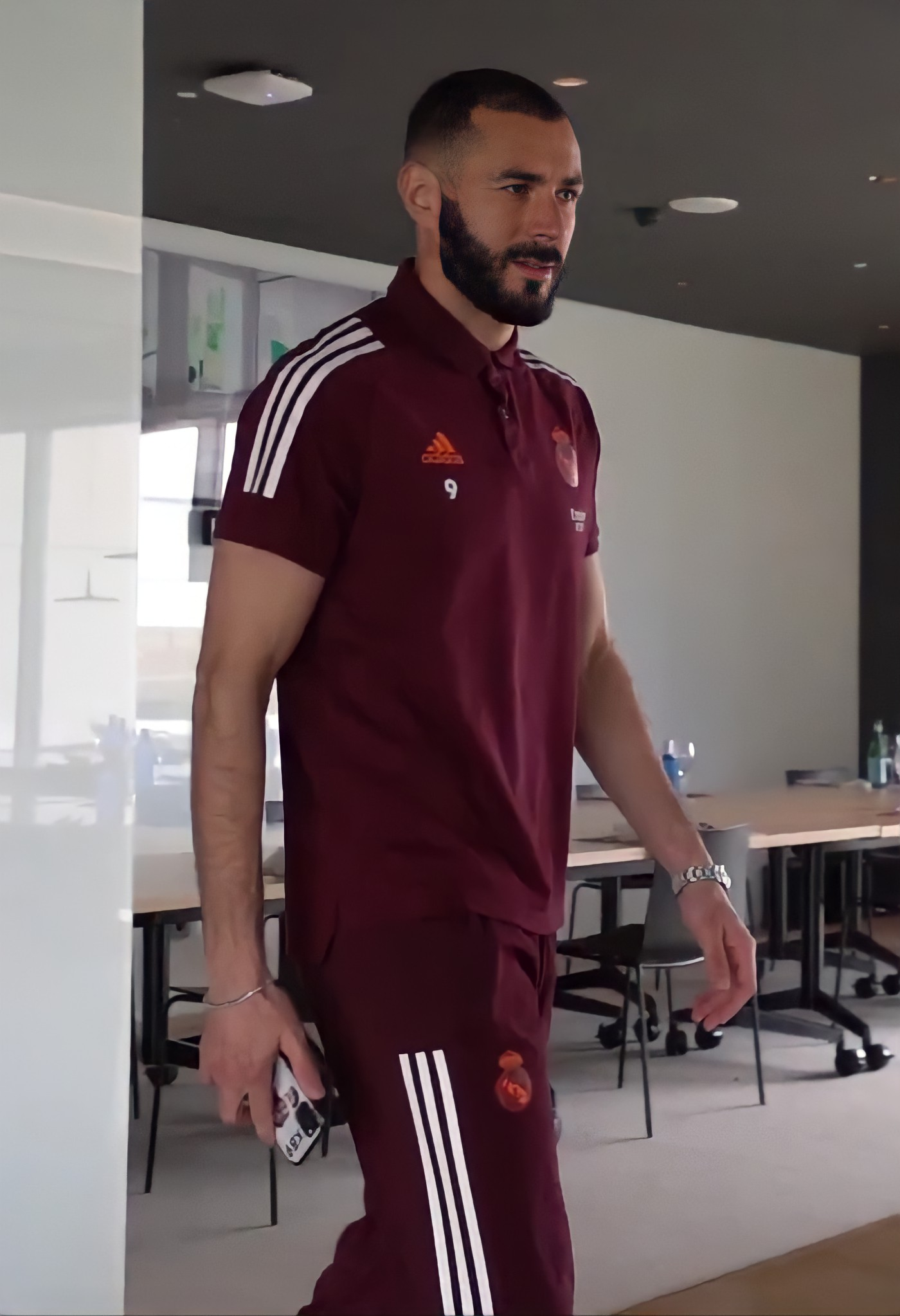
Karim Benzema az első Pichichi-trófeáját nyerte meg.

| Szezon  | Játékos       | Nemzetiség | Klub        | Gólok | Mérkőzések | Arány | Forrás  |
| ------- | ------------- | ---------- | ----------- | ----- | ---------- | ----- | ------- |
| 2021–22 | Karim Benzema | francia    | Real Madrid | 27    | 32         | 0,844 | [ 134 ] |

## Hónap játékosa díj a La Ligában (LFP Awards – Monthly)
| Hónap           | Hónap játékosa | Hónap játékosa   | Forrás  |
| Hónap           | Nemzet         | Játékos          | Forrás  |
| --------------- | -------------- | ---------------- | ------- |
| 2021 szeptember | francia        | Karim Benzema    | [ 135 ] |
| 2021 november   | brazil         | Vinícius         | [ 136 ] |
| 2022 február    | belga          | Thibaut Courtois | [ 137 ] |
| 2022 április    | francia        | Karim Benzema    | [ 138 ] |

## A Bajnokok Ligája Álomcsapatába belekerült játékosok[139]
- Thibaut Courtois (kapus)
- Luka Modrić (középpályás)
- Vinícius (csatár) + a BL legjobb fiatal játékosa lett.
- Karim Benzema (csatár) + a BL legjobb játékosa lett.